# Чэнь Чэн
Чэнь Чэн (кит. трад. 陳誠, упр. 陈诚, пиньинь Chén Chéng, палл. Чэнь Чэн) по прозвищу Цзысю (辭修) (4 января 1897 — 5 марта 1965) — китайский военный и политический деятель.

## Ранние годы
Чэнь Чэн родился в уезде Цинтянь провинции Чжэцзян. В 1922 году окончил Баодинское военное училище, в 1924 поступил в Академию Вампу, где впервые повстречался с Чан Кайши, возглавлявшим тогда эту Академию. Позднее вступил в Национально-революционную армию, в составе которой принял участие в Северном походе.

## Быстрая военная карьера
Во время Северного похода Чэн проявил выдающиеся лидерские качества, и быстро продвинулся от должности командира батальона до должности командира 21-й дивизии. По окончании Северного похода он вместе с 11-й дивизией принял участие в борьбе с «новой Гуансийской кликой», в ходе «войны на Центральной равнине» командовал 18-й армией.

## Борьба с коммунистами
Начиная с 1931 года Чэнь Чэну было поручено уничтожение сил Китайской Советской Республики. В результате нескольких карательных походов силы китайских коммунистов понесли тяжёлые потери, результатом чего стал Великий поход китайских коммунистов. В 1936 году, после «Сианьского инцидента», боевые действия против коммунистических сил были прекращены.

## Война с Японией
Чэнь Чэн стал командующим 9-го военного района (южный берег реки Янцзы) в провинции Хубэй, где в 1938 году участвовал в обороне Уханя (после падения Нанкина Ухань стал временной столицей Китая), в 1939 — в Первом сражении при Чанша, в 1940 — в битве за Цзаоян и Ичан, а в 1943 одержал стратегическую победу в битве за Западный Хубэй.
В 1943 году Чэнь Чэн был назначен командующим китайским экспедиционным корпусом в Бирме, однако из-за болезни был вынужден передать этот пост генералу Вэй Лихуану.

## Гражданская война
После окончания Второй мировой войны Чэнь Чэн стал начальником генерального штаба. По приказу Чан Кайши он двинул войска в контролируемые коммунистами «освобождённые районы», что привело к гражданской войне. Поначалу боевые действия шли успешно, и в 1947 году коммунисты были вынуждены отступить из своей основной базы в Яньани, перебазировавшись в Маньчжурию. Однако в Маньчжурии гоминьдановские войска потерпели тяжёлое поражение, потеряв полмиллиона человек, и Чэнь Чэн был отправлен в отставку.

## Тайваньский период
В 1949 году Чан Кайши назначил Чэнь Чэна губернатором Тайваня, планируя сделать Тайвань одним из гоминьдановских опорных пунктов. После бегства гоминьдановских сил на Тайвань Чэнь Чэн занимал важные партийные и государственные посты: был заместителем председателя ЦИК Гоминьдана, председателем Исполнительного юаня (премьер-министром) Китайской республики (1950—1954) и вице-президентом Китайской республики (1954—1965).
Именно Чэнь Чэн осуществил на Тайване экономические реформы, которые в итоге привели к «экономическому чуду». Во время правления Чэнь Чэна его советником по аграрной реформе был американский экономист российского происхождения Вольф Ладежинский, под руководством которого была разработана программа «Земля —пахарю», суть которого состояла в том, что государство выкупало земли у крупных землевладельцев и передавало крестьянам. Это позволило уменьшить социальные волнения в деревнях и стало главным достижением правительства Чэнь Чэна.
Чэнь Чэн скончался в 1965 году от опухоли в печени. Урна с его прахом покоится в буддийском монастыре Фогуаншань в Гаосюне, (Тайвань).